# Francisco I. Madero (Coahuila)
Francisco I. Madero (antes Chávez) es una ciudad del estado mexicano de Coahuila de Zaragoza, situada al suroeste de la Comarca Lagunera, cabecera del municipio homónimo. Es apodada como El Corazón de la Laguna.

## Historia
El viento revolucionario llegó a las tierras de La Laguna y los peones de las haciendas se empezaron a organizar y solicitaron dotación de tierras; los del poblado Chávez lo hicieron a partir del 4 de agosto de 1935, era su representante el señor José M. Meléndez y eran 32 los solicitantes. El 13 de septiembre de ese mismo año también los habitantes de Nuevo Linares solicitaron las tierras que colindaban al norte con la hacienda Nuevo Linares del Norte, al sur con la de Jaboncillo, al oriente con la de Santo Niño y al poniente con la de La Bohemia. El Comité Agrario lo formaban como presidente Simón Ojeda, secretario Esteban Lozoya y como tesorero Daniel Rodríguez. Es de notarse que deseaban las tierras que pertenecían a José Chávez Guerrero, las que hoy están en la parte sur de la ciudad de Francisco I. Madero, a partir de la vía del ferrocarril y hasta el viejo entronque.
Todo indica que la respuesta del gobierno cardenista fue en el sentido de aglutinar las dos peticiones en un solo resolutivo, el que fue firmado el 21 de noviembre de 1936 ya que se dotó a 255 personas con 2,574 hectáreas y dos parcelas escolares, más cuatro hectáreas para caserío, esta cantidad de hectáreas fueron tomadas de las siguientes propiedades:
/media/top5/siglodhistoria-1.jpg
La medida gubernamental, parece ser, no satisfizo a los ya ejidatarios de Nuevo Linares, pues el año siguiente decidieron solicitar la ampliación de su ejido. Las autoridades ejidales de Nuevo Linares ahora estuvieron representadas por Odilón Vázquez, Esteban Lozoya y Daniel Rodríguez los que suscribieron: "Nos permitimos hacer también la aclaración de que el ejido que representamos formó anteriormente parte del de ?Chávez' del cual fuimos segregados a petición nuestra y por acuerdo del C. Jefe del Departamento Agrario, y actualmente constituimos un ejido independiente y estamos operando con el Banco Nacional de Crédito Ejidal, S.A., por conducto de nuestra Sociedad Local de Crédito".
La visión cardenista fue la de crear un nuevo municipio en las tierras de la parte occidental del de San Pedro de las Colonias y que abarcó ejidos y pequeñas propiedades recién creadas. Era entonces gobernador de Coahuila el señor Jesús Valdés Sánchez quien el 30 de noviembre de 1936 firmó el decreto para la creación del municipio de Francisco I. Madero con cabecera en el poblado Chávez, el decreto fue publicado por el Periódico Oficial de Coahuila el 2 de diciembre de ese año.
POBLADOS CON LOS QUE SE CREÓ EL MUNICIPIO DE FRANCISCO I. MADERO, COAHUILA EL 30 DE NOVIEMBRE DE 1936.
/media/top5/siglodhistoria-2.jpg
El 15 de febrero de 1939 el presidente municipal Teófilo Ramirez, el secretario Cervando Rojas (sic) y el síndico Santiago Silva presentaron al gobernador Pedro V. Rodríguez Triana la solicitud de expropiación por causa de utilidad pública, y para crear el fundo legal de la villa, de varias fracciones de terreno las que fueron marcadas en un plano con las letras B, C, D, y F, así como una parte de la hacienda La Bohemia donde se encontraban establecidas las oficinas municipales. Las fracciones B y C pertenecían a la pequeña propiedad de Juan y José Vargas así como del casco que fue de La Bohemia,, la fracción D del predio Nuevo Linares del Norte que pertenecían a José de Jesús, Isaura Gabriela, María Concepción, Ernestina, Patricio y Ana María, todos Montemayor Chávez, estos eran hijos de Antonio Montemayor González e Isaura Chávez Guerrero, finalmente la fracción F de José Chávez Guerrero.
En el resolutivo de 11 de marzo de 1939 se definieron las pequeñas propiedades de donde se expropiarían los terrenos para el fundo legal, resultando afectadas las siguientes:
PEQUEÑAS PROPIEDADES QUE FUERON AFECTADAS PARA CREAR EL FUNDO LEGAL DE LA VILLA FRANCISCO I. MADERO, COAHUILA EN 1939.

Al ser afectadas las pequeñas propiedades, las cuales algunas tenían certificado de inafectabilidad, el gobierno tenía la obligación de buscar la manera de indemnizar a los afectados. El avalúo que se hizo de las tierras fue con base en el valor fiscal registrado en la Oficina de Catastro y que fue declarado por el propietario o simplemente aceptado por él de un modo tácito por haber pagado sus contribuciones con esa base. Por la tierra afectada a las fracciones B,C y F, así como a la fracción de las oficinas municipales y fracción del casco de La Bohemia el pago sería de 418 pesos la hectárea (casi a 42 centavos el metro cuadrado). A la fracción D a razón de 161.89 pesos por hectárea (Poco más de 16 centavos el metro cuadrado). El plazo para el pago fue de 10 años, con 10 anualidades de la décima parte con un rédito de 6% anual. Estos abonos serían pagados por los adquirentes de lotes.
El resolutivo también determinó cuántos metros cuadrados de los terrenos expropiados serían dedicados para servicios comunales como las calles, las escuelas y el jardín o plaza.
Hoy, la ciudad y el municipio reconocido como "El corazón de La Laguna", crece y se desarrolla, sufre los embates de los problemas que a la Nación aquejan. pero el espíritu de lucha y trabajo prevalecen entre sus habitantes, tanto del campo como de la ciudad. Los lejanos años de los pioneros como Gonzalo Chávez han quedado atrás, los jóvenes maderenses deben afrontar su futuro con responsabilidad y trabajo para hacer crecer a la tierra que los vio nacer.?
FUENTES:
Periódico Oficial del Estado de Coahuila.
Diario Oficial de la Federación.
Tras la Revolución mexicana, la zona, al igual que toda la La Laguna, se convirtió en una importante zona agrícola y  punta de lanza de los programas de la reforma agraria, que conllevó a la expropiación y reparto de las tierras y creación de ejidos, lo cual se saldó no sin conflictos, sobre todo en la zona de Chávez, donde la discusión sobre qué tipo de ejido o asentamiento se establecería llevó a un choque violento entre miembros del Sindicato Agrario "Emiliano Zapata" y militantes del Partido Nacional Revolucionario el 31 de agosto de 1935. Finalmente el 30 de noviembre de 1936 un decreto del Congreso de Coahuila creó el municipio de Francisco I. Madero, señalándose a la población de "Chávez" como su cabecera, siendo elevada por el mismo decreto a la categoría política de Villa y rebautizada como Francisco I. Madero.
Cincuenta años después, el 30 de noviembre de 1986 un nuevo decreto del Congreso de Coahuila le dio el rango de ciudad.

## Educación
Diferentes instituciones tanto públicas como privadas cubren los niveles educativos de educación básica y educación media superior. También, se cuenta con la Casa de la cultura, el Instituto Nacional de la Educación para los Adultos y la Escuela de Educación Especial. Ahora cuenta también con El Centro Cultural Benito Macias, ubicado en uno de los edificios del antiguo Banco Ejidal, conocido como Los Silos. 

### Educación básica
Existen en el municipio 34 jardines de niños y niñas.
En el ramo de la educación, en el municipio se cuenta con las primarias: 
- Escuela primaria General "Venustiano Carranza", en el centro de la ciudad.
- Escuela primaria "Melchor Ocampo" y La Escuela primaria "Niños Héroes de Chapultepec", en la colonia Fresno del Norte.
- La Escuela "Ignacio Zaragoza", en la colonia Nuevo Linares del Sur.
- Escuela "Sertoma" en la Col. Isaura Chávez de Montemayor.
- Escuela "Presidente Alemán" en la colonia las Vegas.
- Colegio "Carlos Pereira".

Las primeras escuelas secundarias establecidas en el municipio fueron 
- Escuela secundaria General "Venustiano Carranza" (conocida como La Federal)

Y muchos años después * Secundaria General Francisco L Urquizo

### Educación media superior
La Escuela de Enfermería Lic. Benito Juárez es una Escuela de Técnico Medio situada en la localidad de Francisco I. Madero. Imparte educación media superior (técnico profesional) y es de control privado. También están el Instituto Comercial y Administrativo "Benito Juárez", la Preparatoria Lázaro Cárdenas" y  el CETis 24 que está en funcionamiento desde los años ochenta.

## Religión
La ciudad cuenta con variedad de centros religiosos entre los cuales hay católicos, cristianos y protestantes.

### Iglesia católica
La ciudad de Francisco I. Madero pertenece al territorio de la Diócesis de Torreón. El templo mayor Católico es la Parroquia del Sagrado Corazón de Jesús, que se encuentra en el centro de la ciudad y cuenta con varias capillas en las colonias de alrededor, tal como la Capilla de San Judas en la colonia Insurgentes, la Iglesia de Guadalupe en la colonia Madero y la Iglesia del "Pósito" en el entronque.

### Iglesias protestantes y otras iglesias crisitanas
Los templos protestantes son Iglesia Aposento Alto del C.L.A.D.I.C en la colonia Obrera; la Iglesia Bautista Divino Redentor en la colonia Madero; Rosa de Sarón en la Colonia 2 de Marzo; Monte de Sion en la Colonia Montemayor; Iglesia Metodista Libre Betesda en la colonia Obrera; Príncipe de Paz en la Colonia Isaura Chávez de Montemayor; Iglesia Apostólica en el centro de la ciudad y en la colonia Fresno del Norte se encuentra ubicada una iglesia cristiana llamada "Torre Fuerte". También, se encuentra la congregación de la Iglesia de Cristo que está ubicada en la colonia Madero, así como el Templo Cristiano "La Hermosa" de Asambleas de Dios. Y la iglesia Familia de Dios cerca de la casa de la Cultura. Existe además una capilla de La Iglesia de Jesucristo de los Santos de los Últimos Días, frente al Hospital General de Francisco I. Madero y en la Colonia Nuevo Linares del Sur está el Aposento Alto de Asambleas de Dios.

## Centro deportivo
La ciudad de Francisco I Madero cuenta con una unidad deportiva, donde existen canchas de fútbol rápido y fútbol profesional, ambas con pasto sintético, una cancha de básquetbol, área de juegos, rampas para patinetas y bicicletas, además de un estadio de béisbol con gradas para los asistentes a los partidos. Actualmente se construye dentro de la unidad deportiva un auditorio.[cita requerida]

## Localización y población
La ciudad de Francisco I. Madero se encuentra localizada en la zona suroccidental del estado de Coahuila, sus coordenadas son 25°46′30″N 103°16′23″O / 25.77500, -103.27306 y se encuentra a una altitud de 1,100 metros sobre el nivel del mar, en un extenso valle que caracteriza a la zona lagunera. Se encuentra aproximadamente a 30 kilómetros al noreste de Torreón y a 30 kilómetros al oeste de San Pedro, importantes ciudades con las que colinda y mantiene un gran intercambio de mercancías y población, comunicadas por la Carretera Federal 30, que es una autopista de cuatro carriles hacia las dos ciudades.
La población de Francisco I. Madero es,  de acuerdo con el Conteo de Población y Vivienda de 2005 realizado por el Instituto Nacional de Estadística y Geografía de 30,084 personas, de las cuales 14,698 son hombres y 15,386 son mujeres.

## Clima
| Parámetros climáticos promedio de Francisco I. Madero, Coahuila de Zaragoza (1110 msnm) data 2000–2024 | Parámetros climáticos promedio de Francisco I. Madero, Coahuila de Zaragoza (1110 msnm) data 2000–2024 | Parámetros climáticos promedio de Francisco I. Madero, Coahuila de Zaragoza (1110 msnm) data 2000–2024 | Parámetros climáticos promedio de Francisco I. Madero, Coahuila de Zaragoza (1110 msnm) data 2000–2024 | Parámetros climáticos promedio de Francisco I. Madero, Coahuila de Zaragoza (1110 msnm) data 2000–2024 | Parámetros climáticos promedio de Francisco I. Madero, Coahuila de Zaragoza (1110 msnm) data 2000–2024 | Parámetros climáticos promedio de Francisco I. Madero, Coahuila de Zaragoza (1110 msnm) data 2000–2024 | Parámetros climáticos promedio de Francisco I. Madero, Coahuila de Zaragoza (1110 msnm) data 2000–2024 | Parámetros climáticos promedio de Francisco I. Madero, Coahuila de Zaragoza (1110 msnm) data 2000–2024 | Parámetros climáticos promedio de Francisco I. Madero, Coahuila de Zaragoza (1110 msnm) data 2000–2024 | Parámetros climáticos promedio de Francisco I. Madero, Coahuila de Zaragoza (1110 msnm) data 2000–2024 | Parámetros climáticos promedio de Francisco I. Madero, Coahuila de Zaragoza (1110 msnm) data 2000–2024 | Parámetros climáticos promedio de Francisco I. Madero, Coahuila de Zaragoza (1110 msnm) data 2000–2024 | Parámetros climáticos promedio de Francisco I. Madero, Coahuila de Zaragoza (1110 msnm) data 2000–2024 |
| Mes | Ene.                                                                                                   | Feb.                                                                                                   | Mar.                                                                                                   | Abr.                                                                                                   | May.                                                                                                   | Jun.                                                                                                   | Jul.                                                                                                   | Ago.                                                                                                   | Sep.                                                                                                   | Oct.                                                                                                   | Nov.                                                                                                   | Dic.                                                                                                   | Anual                                                                                                  |
| --- | --- | --- | --- | --- | --- | --- | --- | --- | --- | --- | --- | --- | --- |
| Temp. máx. abs. (°C)                                                                                   | 35.5                                                                                                   | 38.5                                                                                                   | 41 | 41 | 43.2                                                                                                   | 43.8                                                                                                   | 43 | 41 | 40 | 37.5                                                                                                   | 36 | 35.5                                                                                                   | 43.8                                                                                                   |
| Temp. máx. media (°C)                                                                                  | 22.6                                                                                                   | 25.7                                                                                                   | 29.4                                                                                                   | 32.9                                                                                                   | 35.8                                                                                                   | 36.6                                                                                                   | 35.1                                                                                                   | 35.0                                                                                                   | 32.3                                                                                                   | 29.5                                                                                                   | 25.6                                                                                                   | 22.4                                                                                                   | 30.2                                                                                                   |
| Temp. media (°C)                                                                                       | 13.0                                                                                                   | 15.7                                                                                                   | 19.1                                                                                                   | 22.8                                                                                                   | 26.3                                                                                                   | 28.0                                                                                                   | 27.4                                                                                                   | 27.4                                                                                                   | 25.0                                                                                                   | 21.5                                                                                                   | 16.6                                                                                                   | 12.9                                                                                                   | 21.3                                                                                                   |
| Temp. mín. media (°C)                                                                                  | 3.4 | 5.8 | 8.9 | 12.8                                                                                                   | 16.9                                                                                                   | 19.5                                                                                                   | 19.7                                                                                                   | 19.9                                                                                                   | 17.8                                                                                                   | 13.5                                                                                                   | 7.6 | 3.5 | 12.4                                                                                                   |
| Temp. mín. abs. (°C)                                                                                   | -8 | -8 | -8 | 0.8 | 7 | 12 | 5 | 12.1                                                                                                   | 4.4 | 1 | -6 | -7 | -8 |
| Precipitación total (mm)                                                                               | 5.3 | 4.8 | 2.3 | 3.6 | 18.5                                                                                                   | 11.5                                                                                                   | 38.7                                                                                                   | 38.7                                                                                                   | 41.6                                                                                                   | 23.1                                                                                                   | 7.7 | 5.9 | 190.6                                                                                                  |
| Fuente: Servicio Meteorológico Nacional                                                                | | | | | | | | | | | | | |

## Plano de la ciudad
Cuenta con servicios básicos: electricidad, red de agua potable, red de internet pública, servicio de recolección de basura, biblioteca pública, infoteca y señal de telefonía celular, entre otros[cita requerida].

## Medios de comunicación
Se pueden conocer por otra parte, las noticias más relevantes del municipio a través de la estación de radio La Grande de Madero (XEYD-AM, 1410 kHz).

## Salud

### Hospitales públicos
- Hospital General de Subzona / Unidad Médica Familiar No. 20 del IMSS[9]
- Hospital General de Francisco I. Madero[10]